# Andreas Sjalg Unneland
Andreas Sjalg Unneland (* 30. Juni 1994) ist ein norwegischer Politiker der Sosialistisk Venstreparti (SV). Von 2018 bis 2020 war er der Vorsitzende der Sosialistisk Ungdom (SU). Seit 2021 ist er Abgeordneter im Storting.

## Leben
Unneland stammt von der Insel Sotra und saß vier Jahre lang im Kommunalparlament der damaligen Kommune Fjell. Im Juni 2018 wurde er zum neuen Vorsitzenden der Jugendorganisation Sosialistisk Ungdom gewählt. Er blieb bis Juni 2020 in dieser Position. Im Vorlauf der Parlamentswahl 2021 setzte er sich gegen Petter Eide in der Kandidatur für den dritten Platz auf der SV-Wahlliste in Oslo durch. Er zog bei der Wahl schließlich erstmals in das norwegische Nationalparlament Storting ein. Unneland wurde Mitglied im Justizausschuss. Im April 2023 wurde er Mitglied im Fraktionsvorstand der SV.